# Universal Studios Florida
Universal Studios Florida è un parco divertimenti degli Stati Uniti d'America situato ad Orlando, in Florida.
Aperto il 7 giugno 1990, il tema del parco è l'industria dell'intrattenimento, in particolare film e televisione. Universal Studios Florida spinge i visitatori ad entrare nei film e ospita numerose attrazioni e show dal vivo. Il parco è solo una parte del più grande Universal Orlando Resort.
Nel 2013, il parco ha ospitato una stima di 7,06 milioni di ospiti, si classifica il sesto parco a tema più visitato negli Stati Uniti, e si classifica nono in tutto il mondo.

## Storia
Dalla sua nascita nel 1982, Universal Studios Florida è stato progettato come un parco a tema e uno studio cinematografico, ed è stato il primo parco costruito dalla Universal. Tuttavia, il progetto proposto è stato messo in attesa fino al 1986, quando un incontro tra Steven Spielberg, un cofondatore del parco, e Peter N. Alexander ha spinto per la creazione di un'attrazione basata sul film Ritorno al futuro in aggiunta alla già prevista attrazione di King Kong. Spielberg aveva anche notato che il parco poteva competere con il vicino Walt Disney World e il Seaworld.
Una componente importante del parco originale di Hollywood è l'attrazione Studio Tour, che è caratterizzato da parecchi effetti speciali e incontri incorporati nel giro, come un attacco del grande squalo bianco dal film Lo squalo. Per il parco in Florida, Universal Studios ha preso i concetti delle scene del tour di Hollywood e li ha trasformati in grandi attrazioni. A titolo di esempio, a Hollywood, i tram dello Studio Tour viaggiano vicino a una costa e sono "attaccati" dallo squalo prima del viaggio per la parte successiva del tour, in Florida, gli ospiti entrano nell'attrazione "Jaws" (Lo squalo) e salgono a bordo di una barca per visitare la fittizia Amity Harbor, dove incontrano lo squalo, uscendo di nuovo nel parco a conclusione dell'attrazione.

### Cronologia
- 1986: Si svolgono i lavori di bonifica del terreno paludoso acquistato dalla MCA/Universal.
- 1987: Viene annunciata la costruzione degli Universal Studios Florida in una conferenza stampa sulla proprietà di Hollywood, con una data di apertura prevista del dicembre 1989.
- 1988: La data di apertura degli Universal Studios Florida è rinviata al 1º maggio 1990. Poco dopo MCA/Universal pubblica un video che mostra il futuro parco, che ha come protagonista Christopher Lloyd nei panni di Emmett "Doc" Brown di Ritorno al Futuro, che presenta le varie attrazioni del parco. Universal Studios permette agli ospiti di assistere alla produzione di spettacoli televisivi e film nel parco nei teatri di posa del 1988, mentre il resto dello studio/parco è ancora in costruzione.
- 1989: MCA/Universal Studios sostiene che la Walt Disney Company e il suo amministratore delegato, Michael Eisner abbiano copiato diversi concetti del parco Universal Studios Florida, e integrati nel recente parco Disney-MGM Studios.
- 1990: L'apertura viene ulteriormente rimandata al 7 giugno 1990; quel giorno viene fatta l'inaugurazione ufficiale, nonostante alcune attrazioni avessero in realtà aperto già a fine maggio.
- 2020: Dal 16 marzo al 4 giugno, il parco rimase chiuso a causa della rapida diffusione della pandemia di COVID-19; un rapporto pubblicato nell'agosto 2020 dichiarò che, nonostante i limiti di presenze relativi al Coronavirus, il parco di Orlando ha superato Disney World.

## Aree

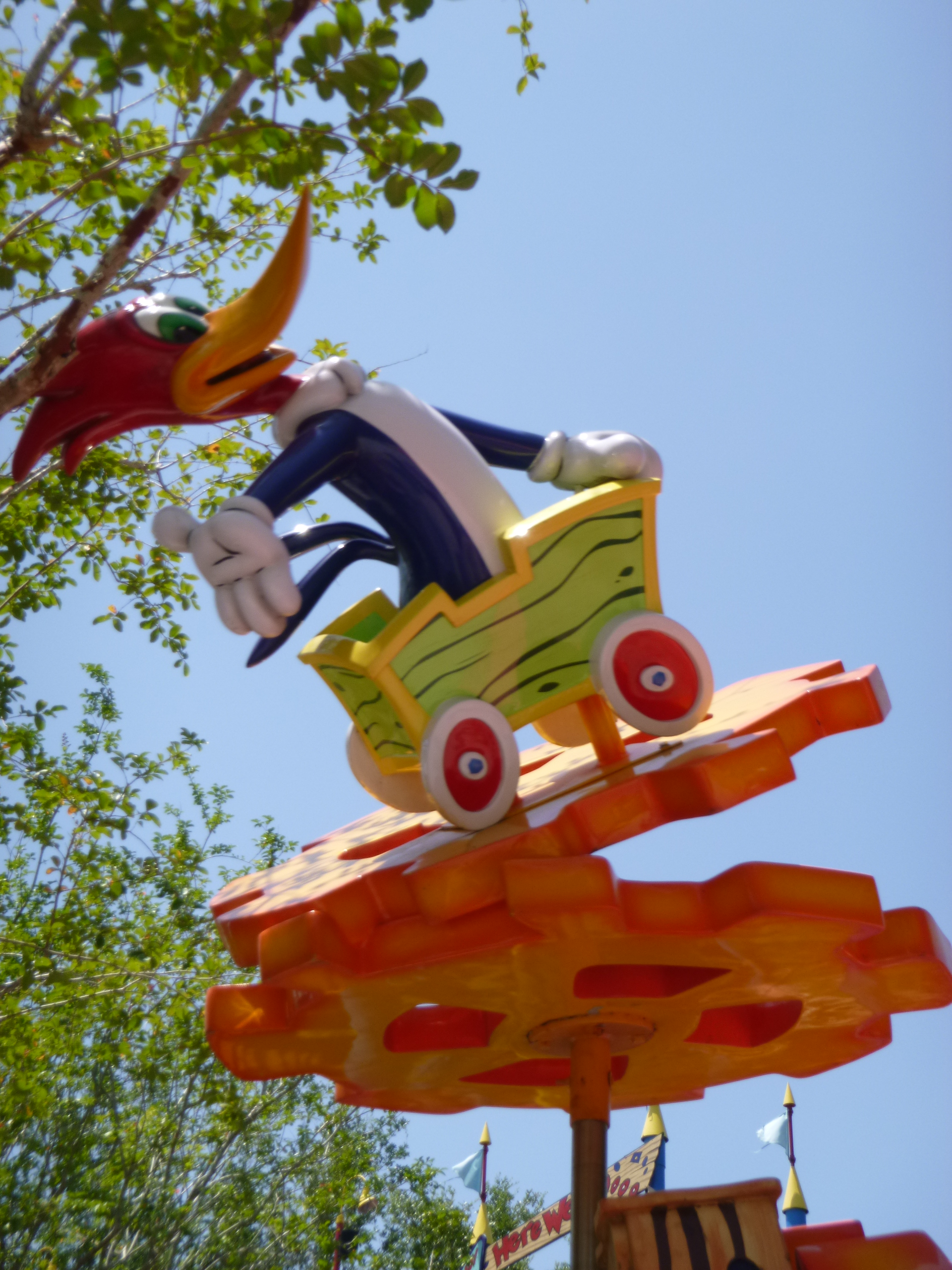
Woody Woodpecker

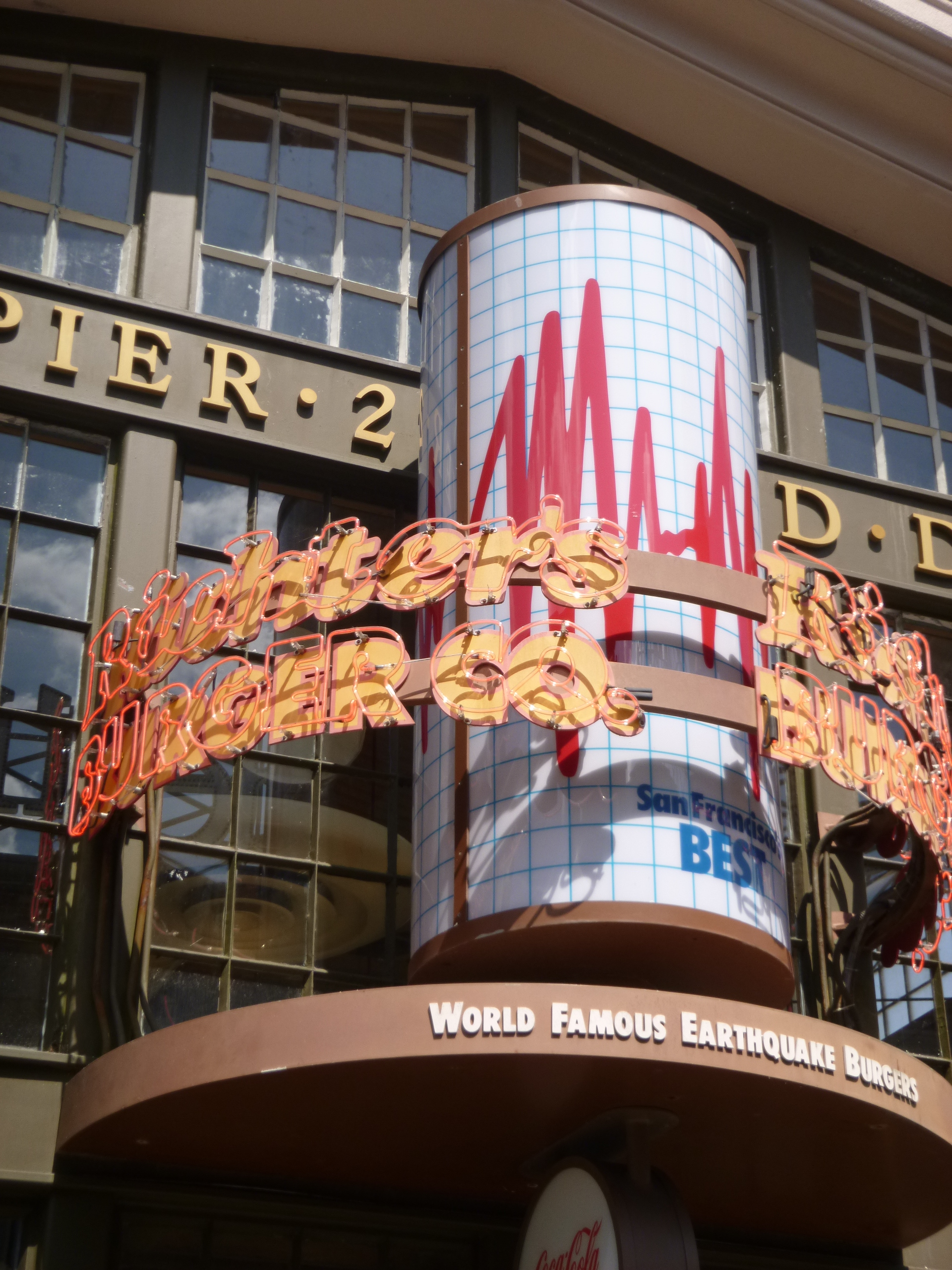
Richter's Burger Co. (San Francisco)

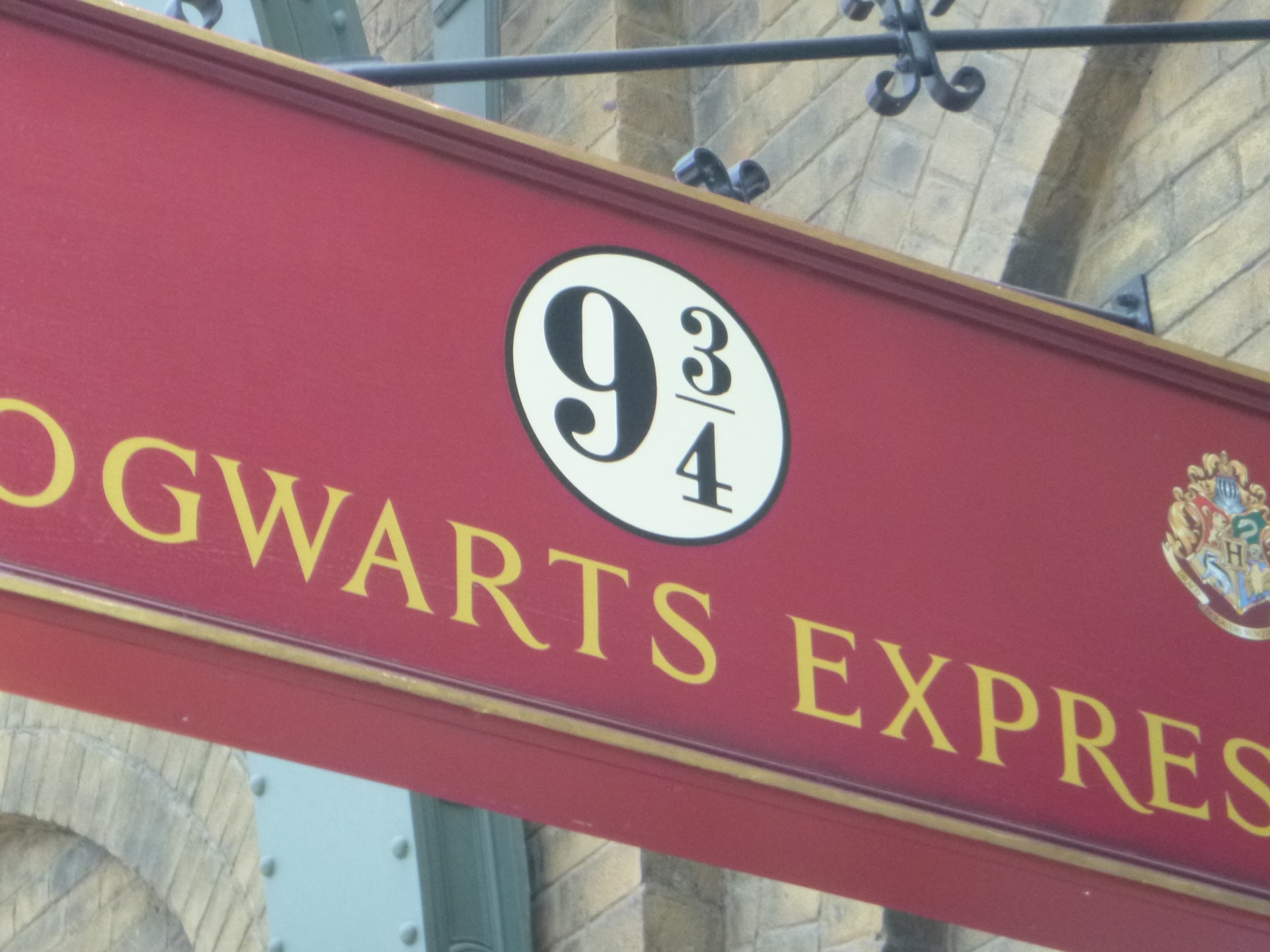
Hogwarts Express – King’s Cross Station: Binario 9¾

Negli Universal Studios Florida ci sono 7 aree:
- Production Central - con Shrek 4-D, E.T. Adventure, Transformers: The Ride e altre attrazioni.
- New York - con The Blues Brothers Show, montagne russe e altro.
- Hollywood - un viale che riproduce Hollywood anni '70. Con T2 3-D: Battle Across Time e negozi.
- Woody Woodpecker's KidZone - area dedicata ai bambini.
- San Francisco - con Fast & Furious: Supercharged e altro.
- The Wizarding World of Harry Potter - Diagon Alley - area tematica dedicata alla saga di Harry Potter.
- World Expo - un viale che riproduce I Simpson e altre attrazioni.